# گالاتا (استان لووچ)
گالاتا (به بلغاری: Galata) یک منطقهٔ مسکونی در بلغارستان است که در شهرستان تتون، بلغارستان واقع شده‌است.